# Biserica romano-catolică din Lupeni

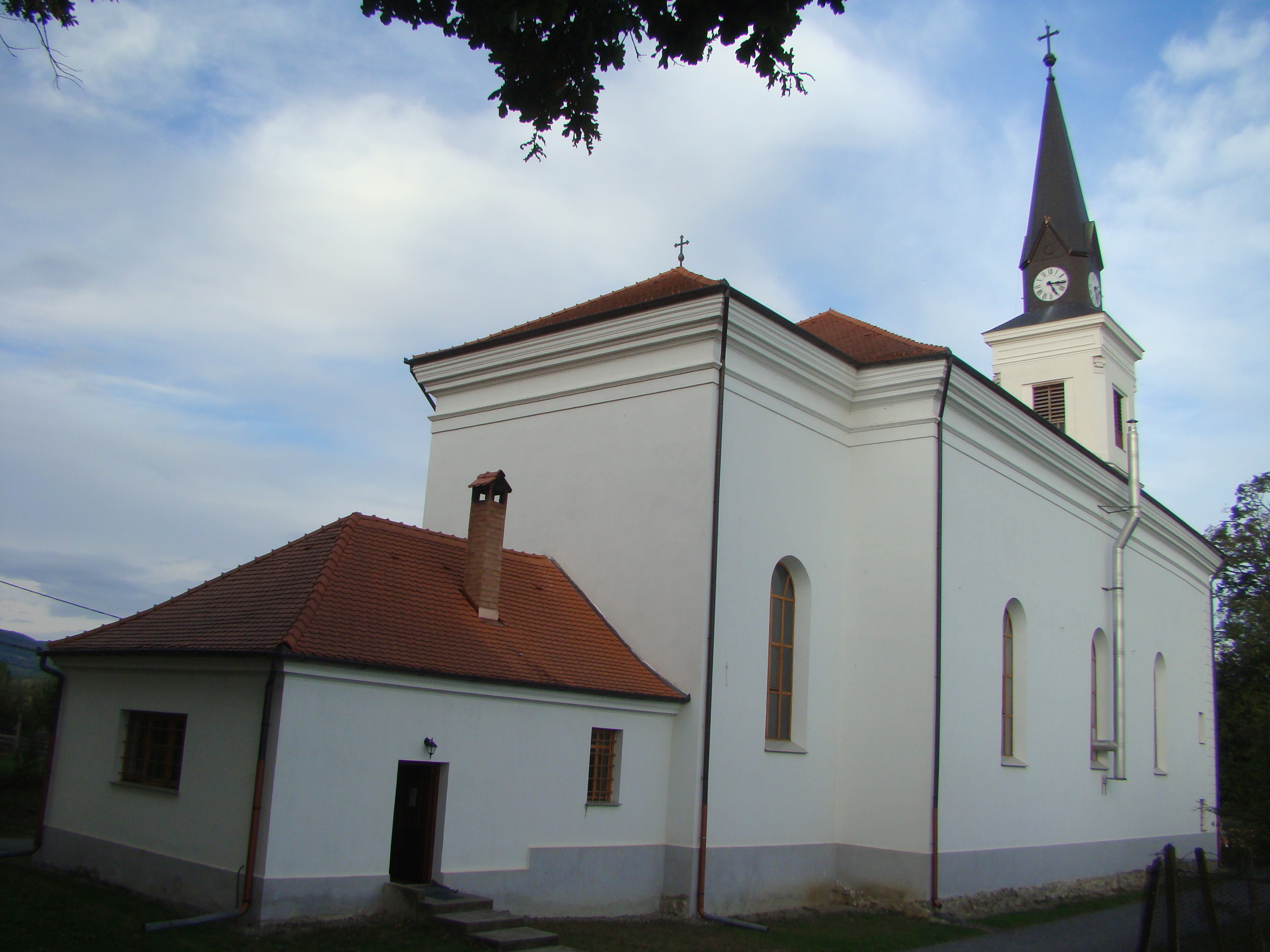
Biserica romano-catolică din Lupeni (octombrie 2020)

Biserica romano-catolică din Lupeni este un lăcaș de cult aflat pe teritoriul satului Lupeni, comuna Lupeni, județul Harghita. Are hramul „Sf. Ioan Nepomuk”.

## Localitatea
Lupeni, mai demult Farcașfalău, (în maghiară Farkaslaka, alternativ Farkasfalva, în trad. "Satul Lupului", "Satul Fărcașului", "Lupeni") este satul de reședință al comunei cu același nume din județul Harghita, Transilvania, România. Prima menționare documentară a satului Lupeni este din anul 1566, cu denumirea Farkaslaka.

## Biserica
Lupeni, sat catolic pur în Evul Mediu, a rămas la fel până în vremurile noastre. Lăcașul de cult se află în partea de vest a satului, pe dealul Bisericii, la o altitudine de 581 m. A fost construit între anii 1842-1848, în stil clasicist, în locul bisericii anterioare ce data din 1759. Are 47 m lungime, 15,8 m lățime, iar turnul are o înălțime de 38 m. Orga este opera constructorului Matisfalvi Szőcs Sámuel, în anul 1865. Clopotele au fost turnate la Sibiu, în anul 1927.

## Vezi și
- Lupeni, Harghita

## Imagini din exterior

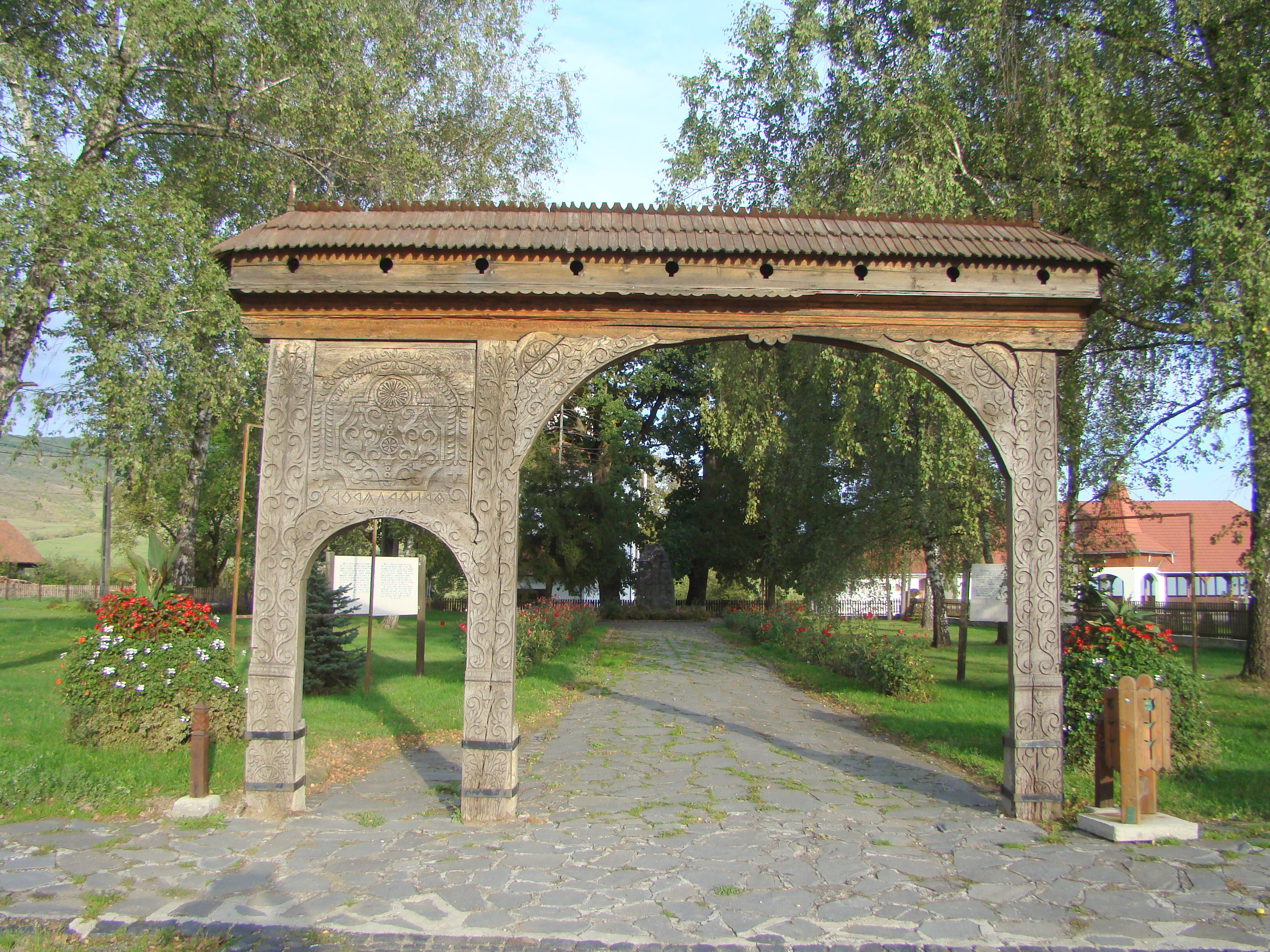
Poartă secuiască
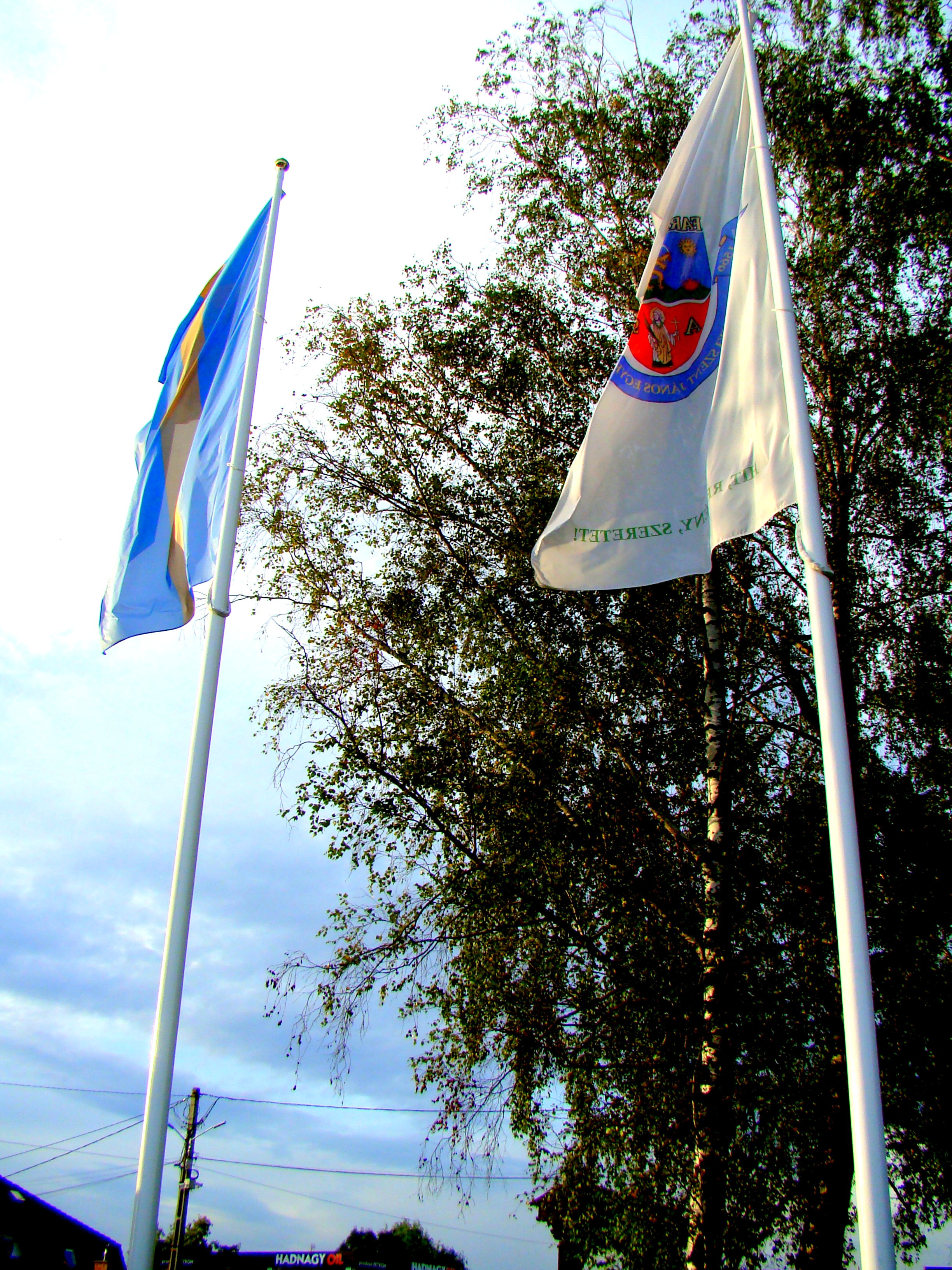
Steagul secuiesc, alături de cel județean
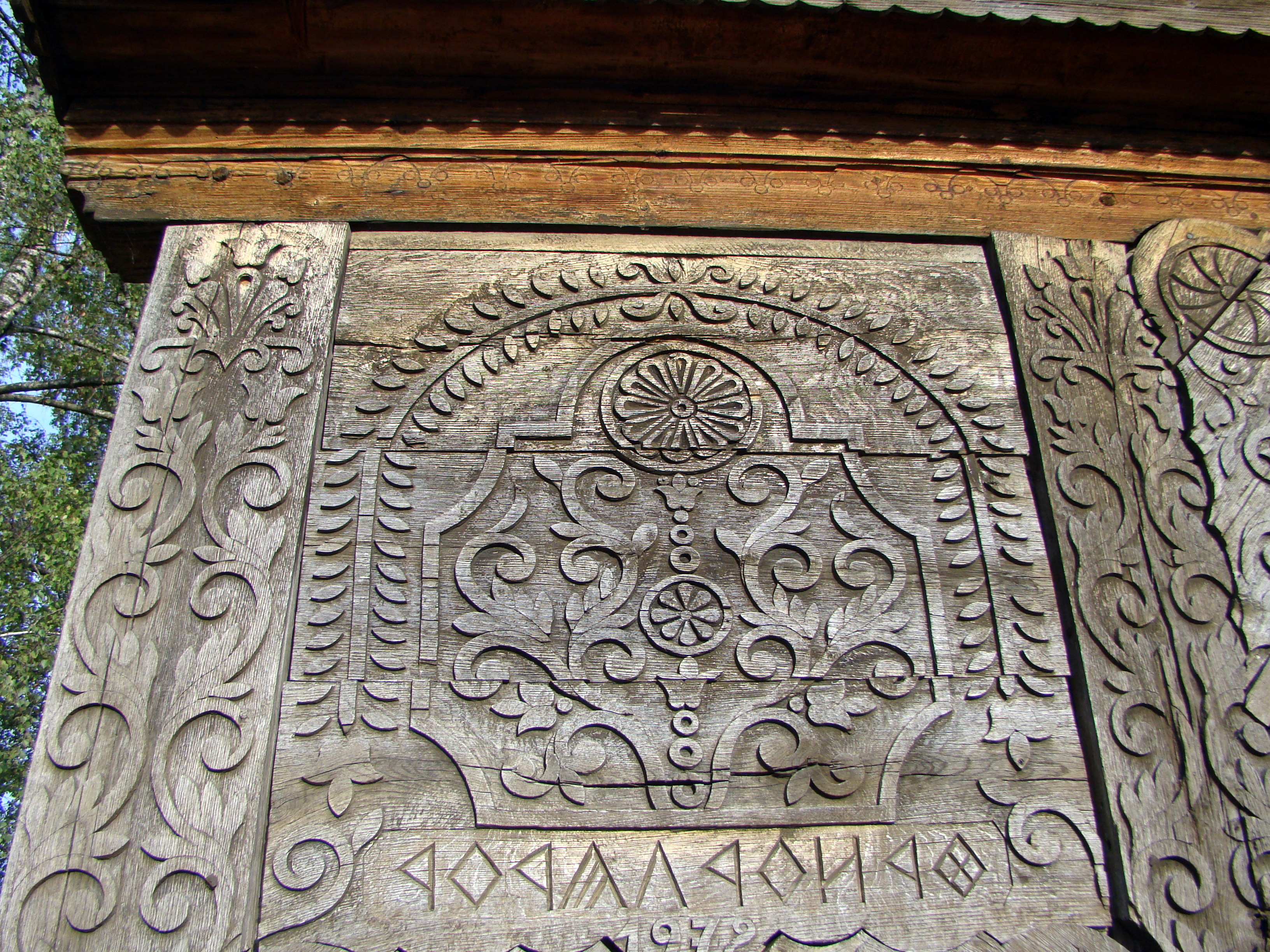
Detaliu frumos sculptat și rune ungurești
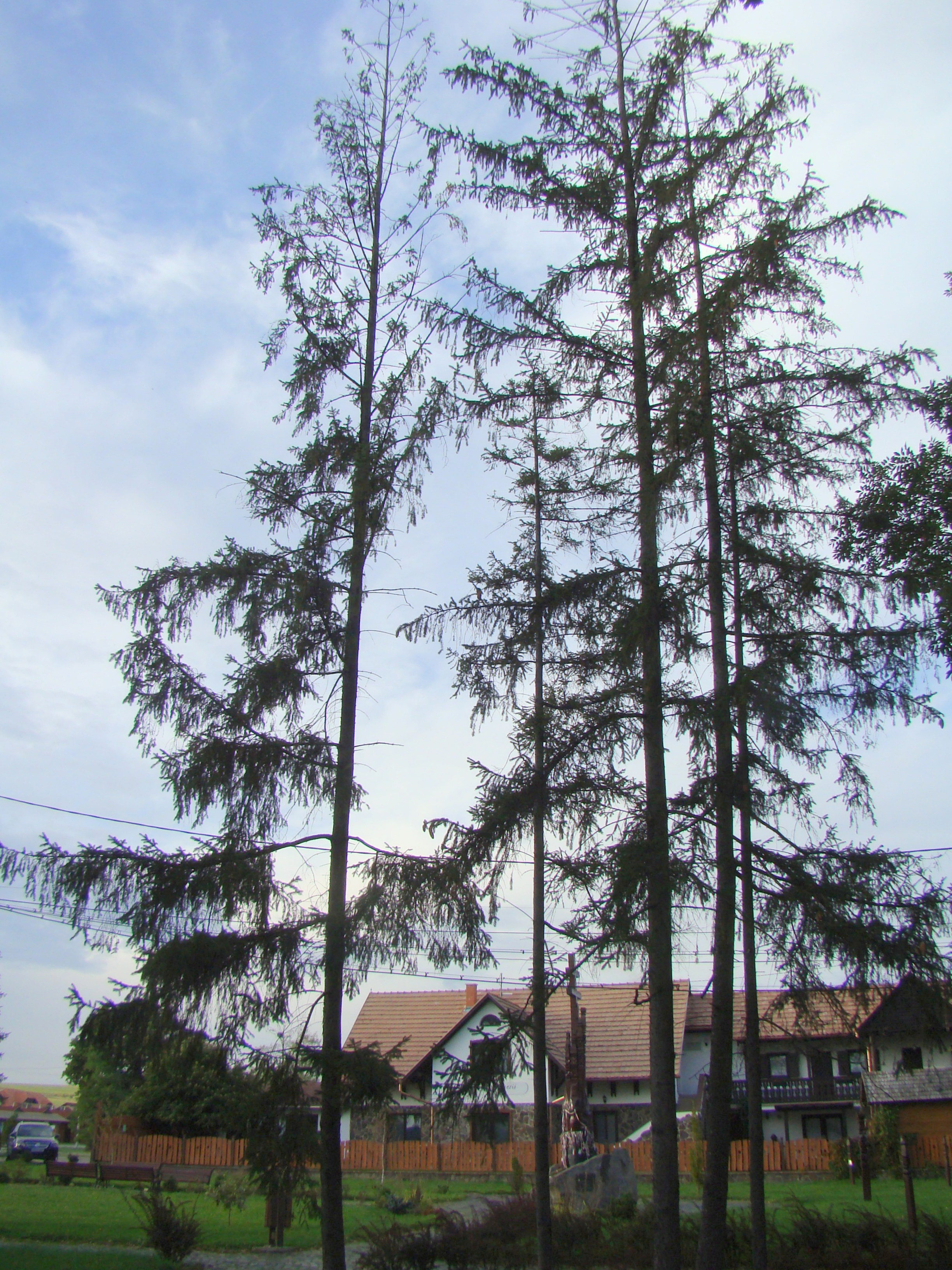
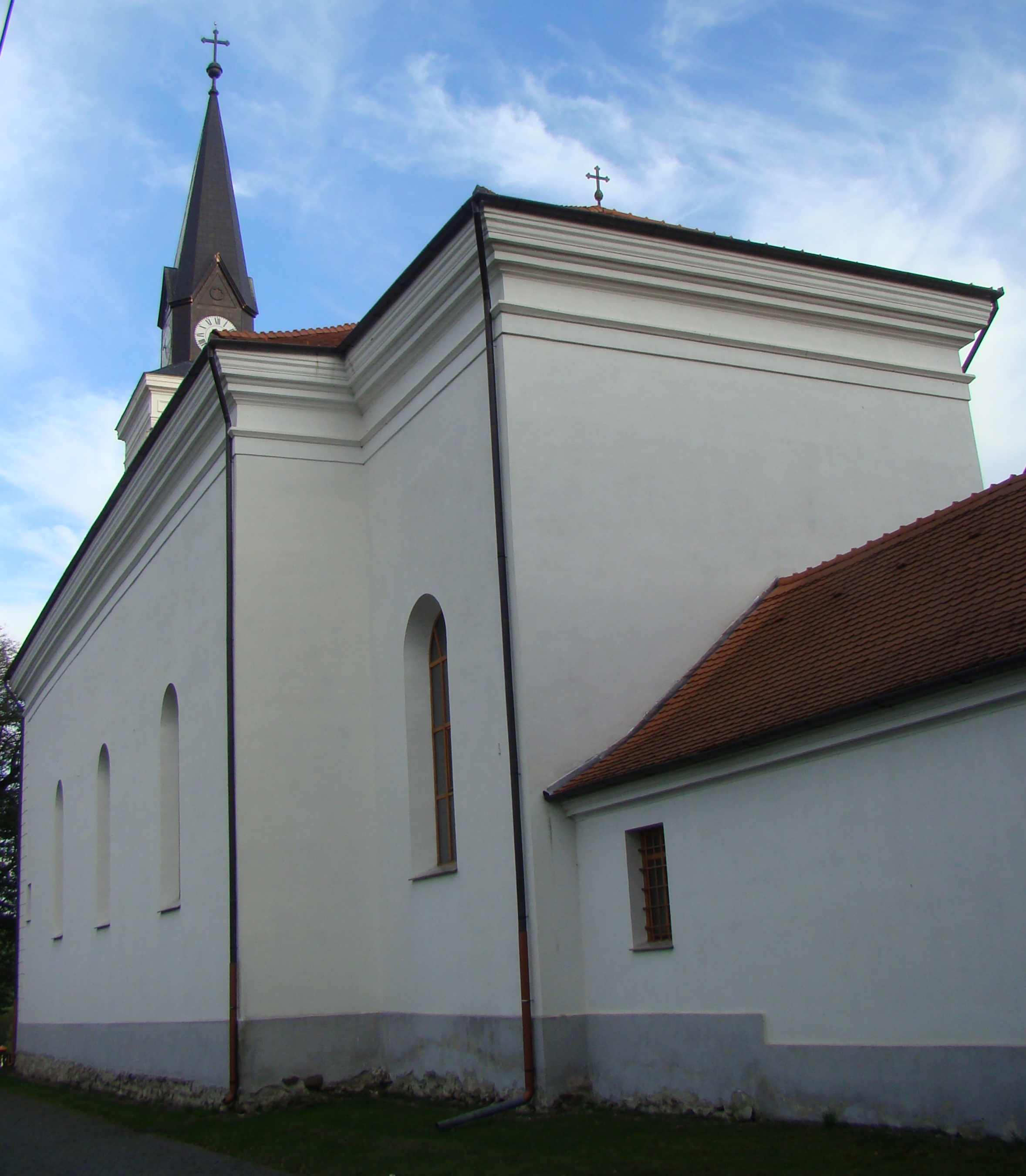
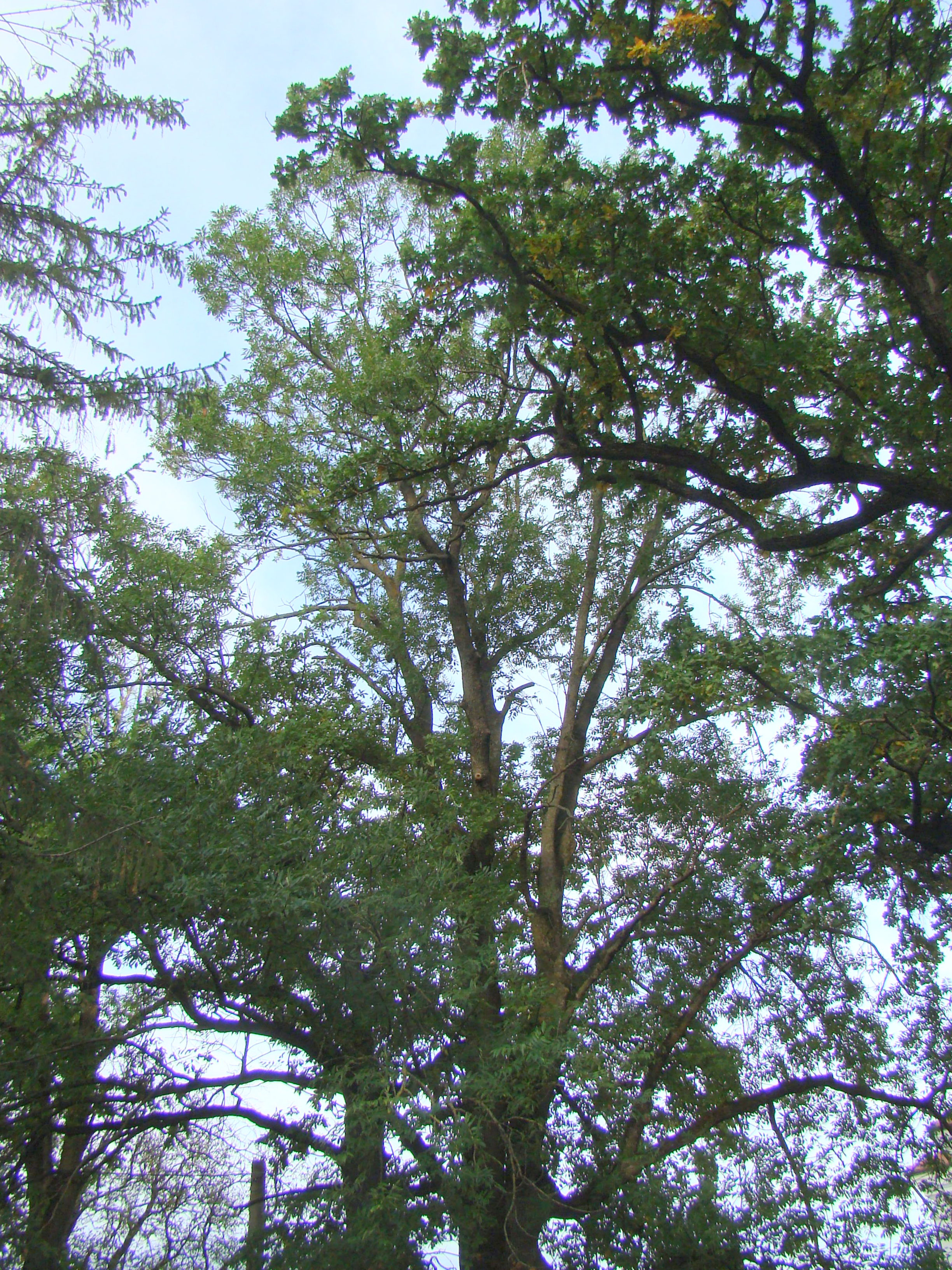
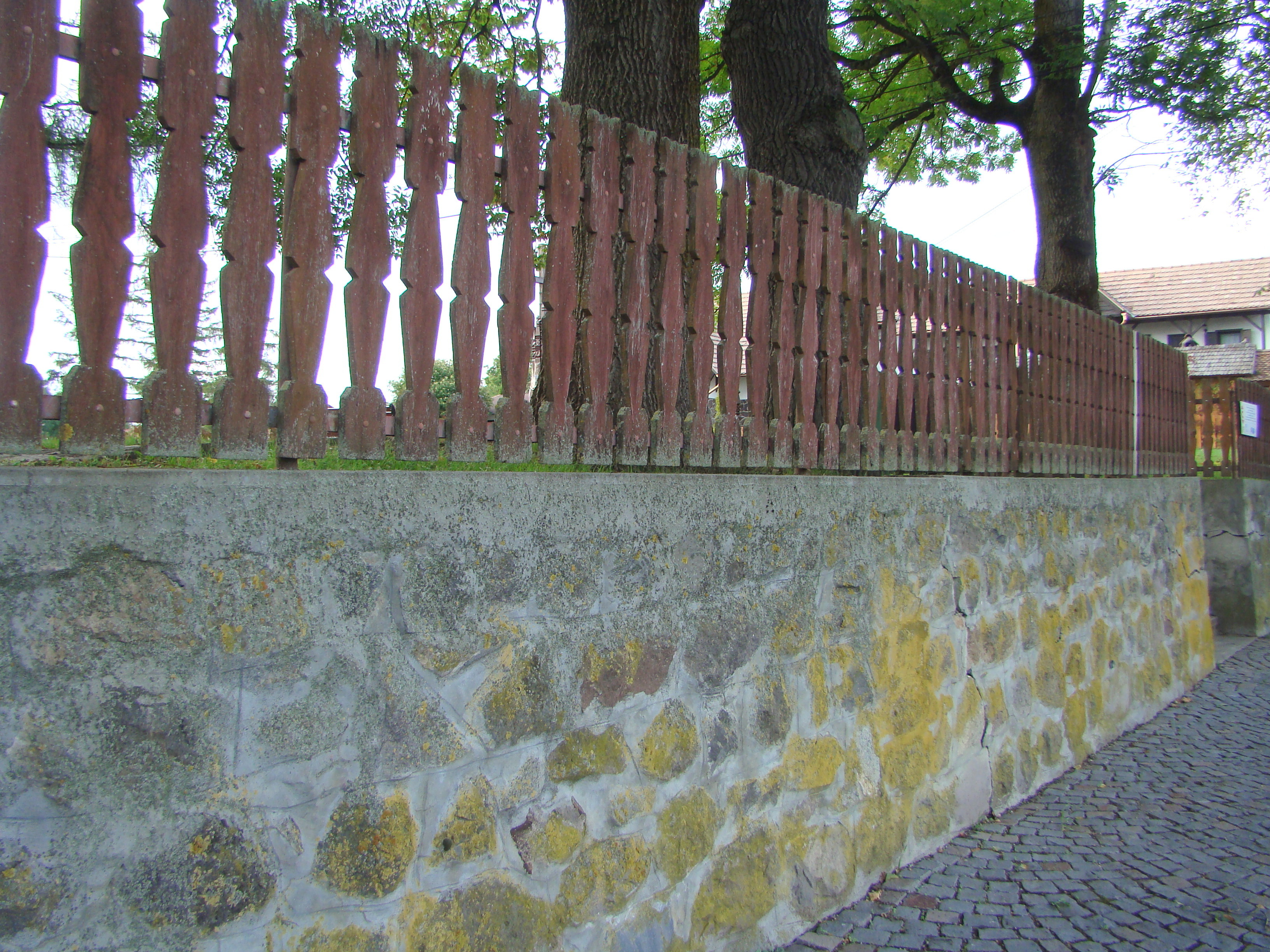
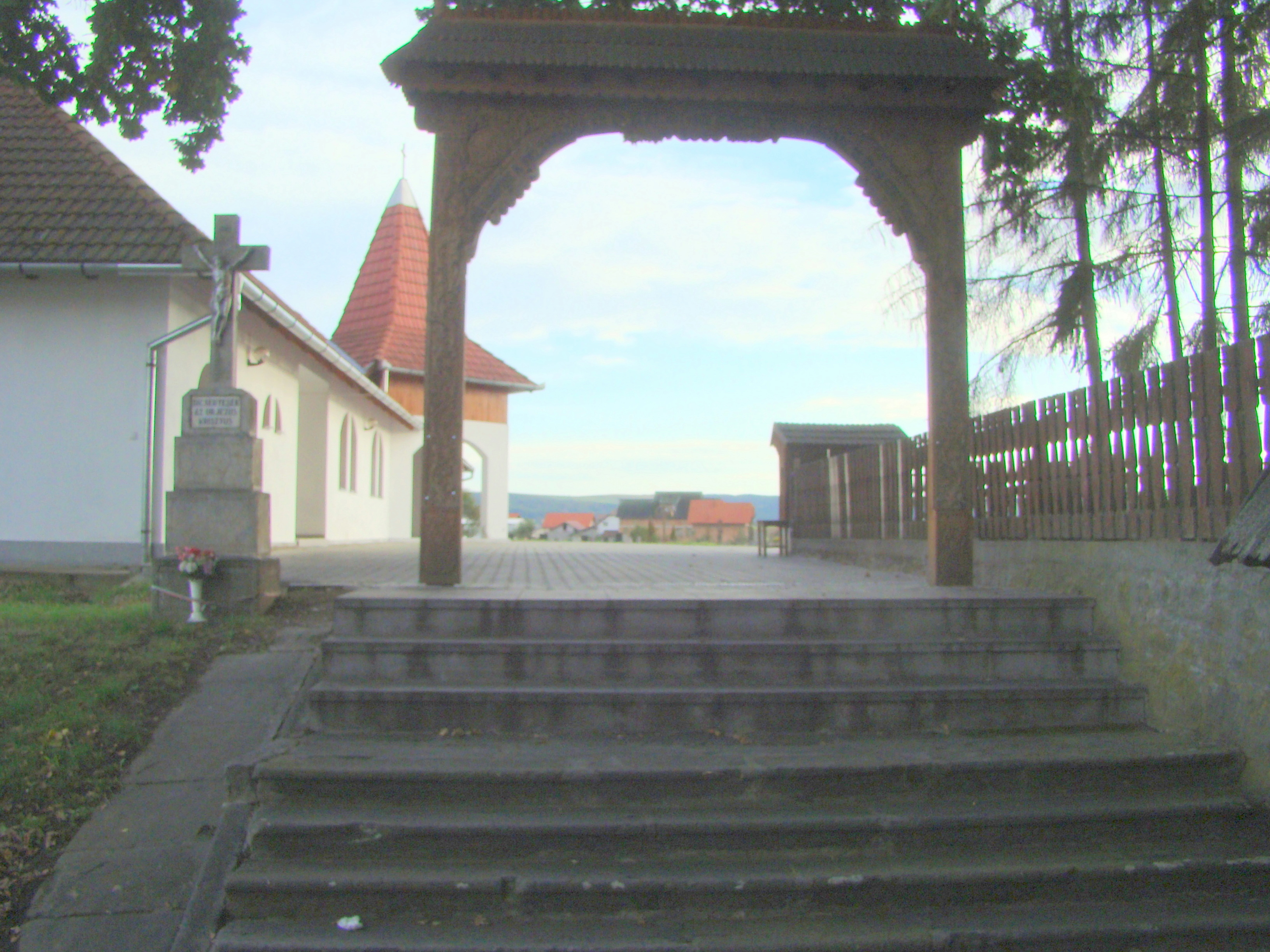
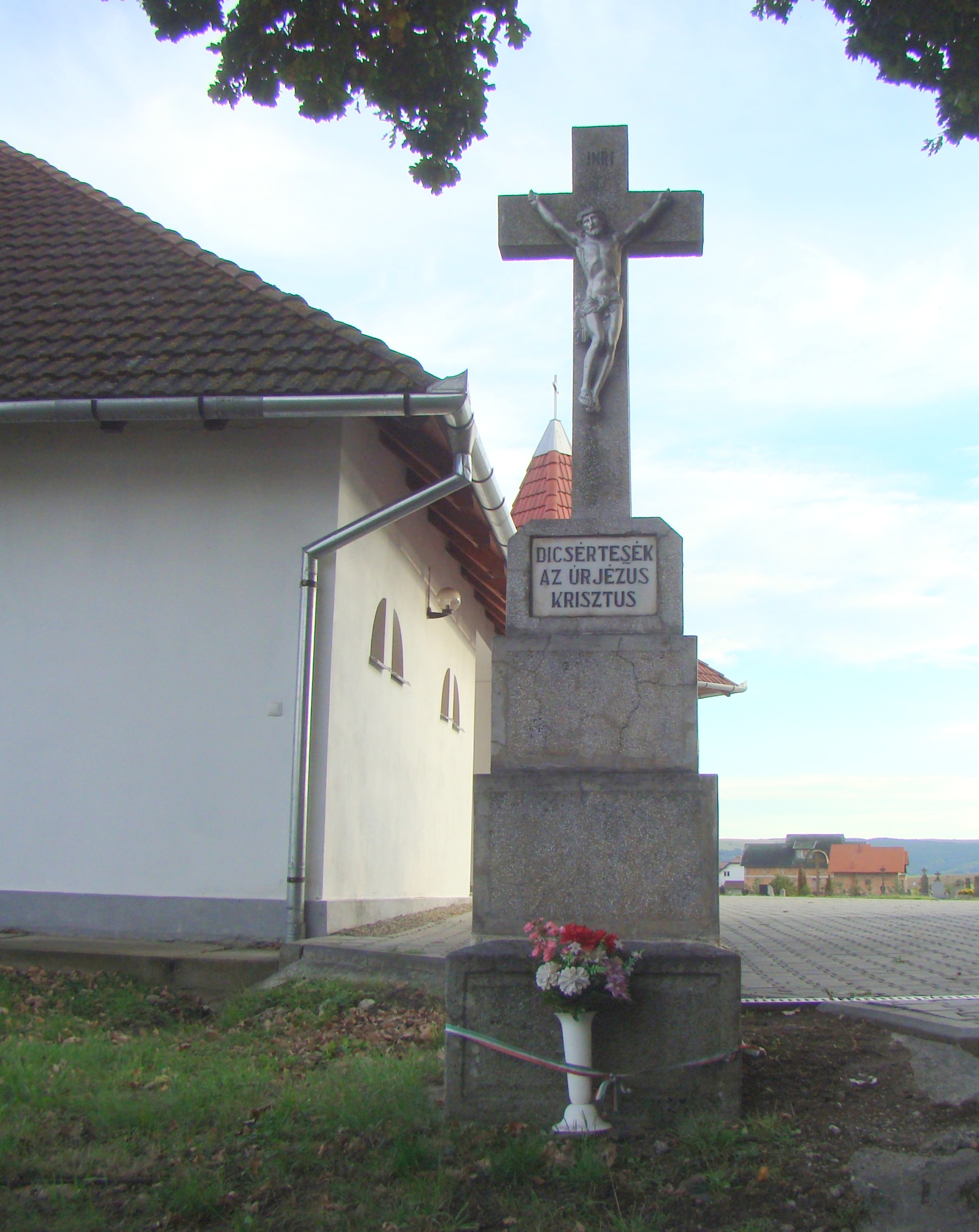
„Slăviți-l pe Isus Cristos"
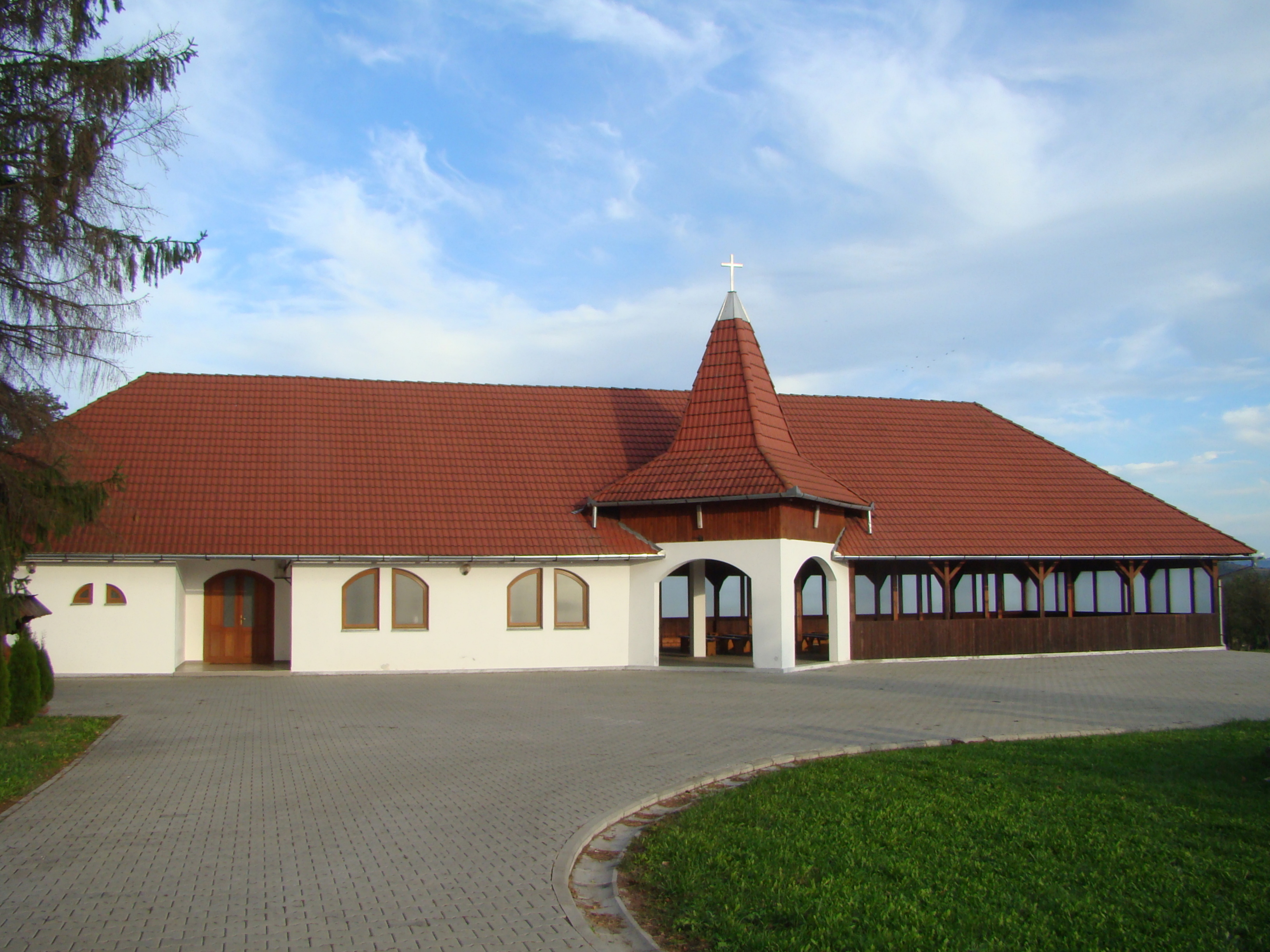
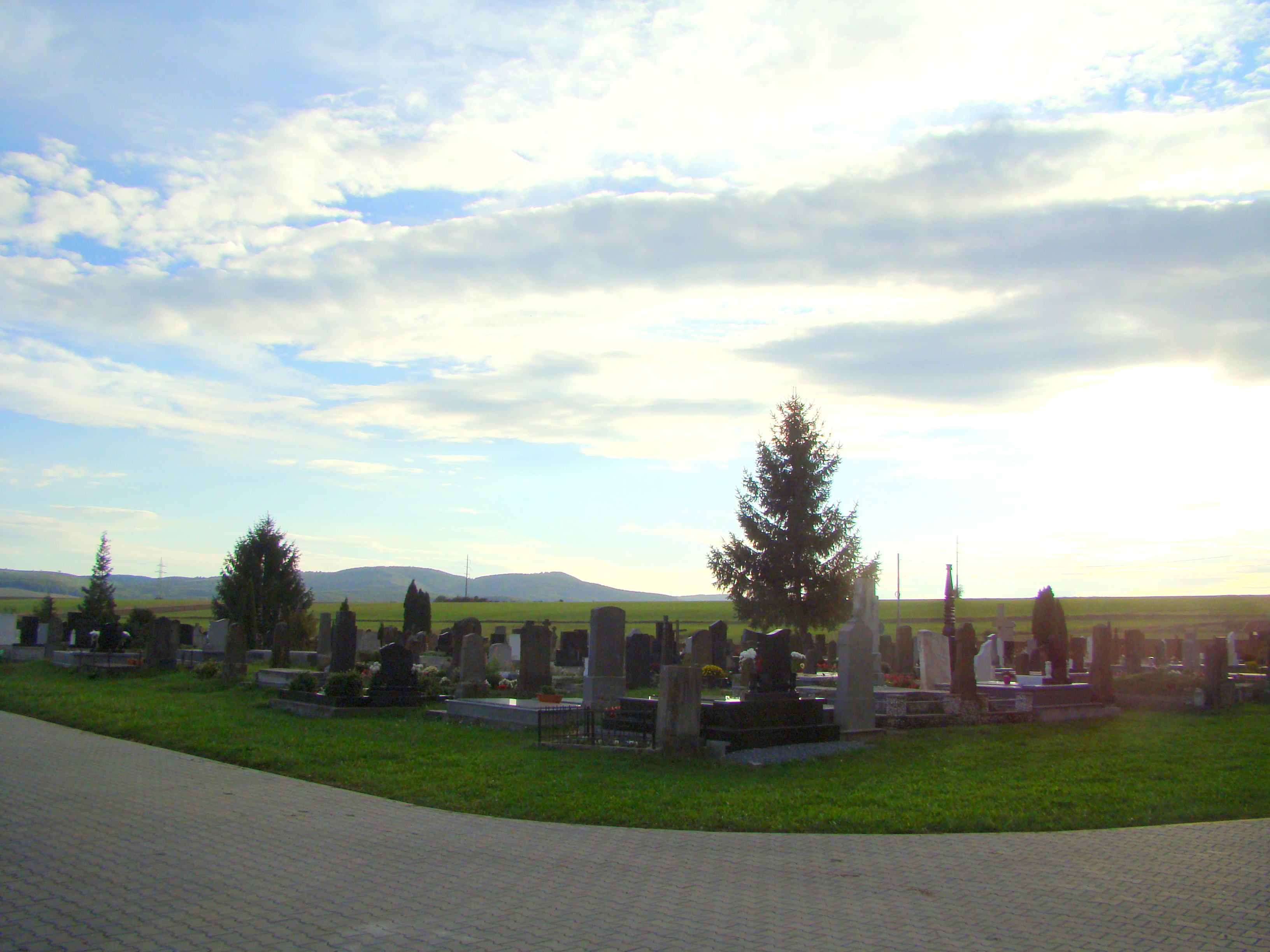
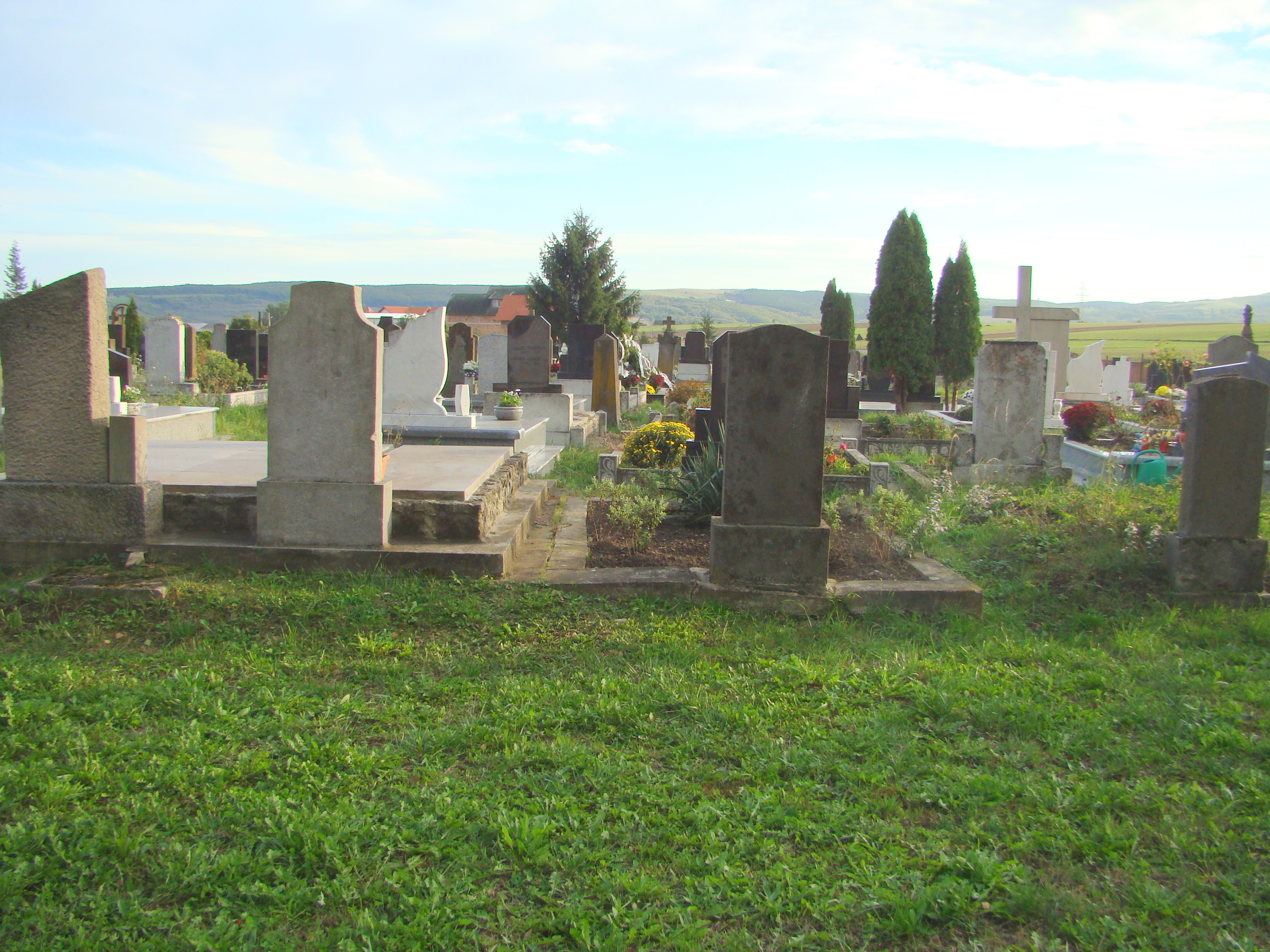
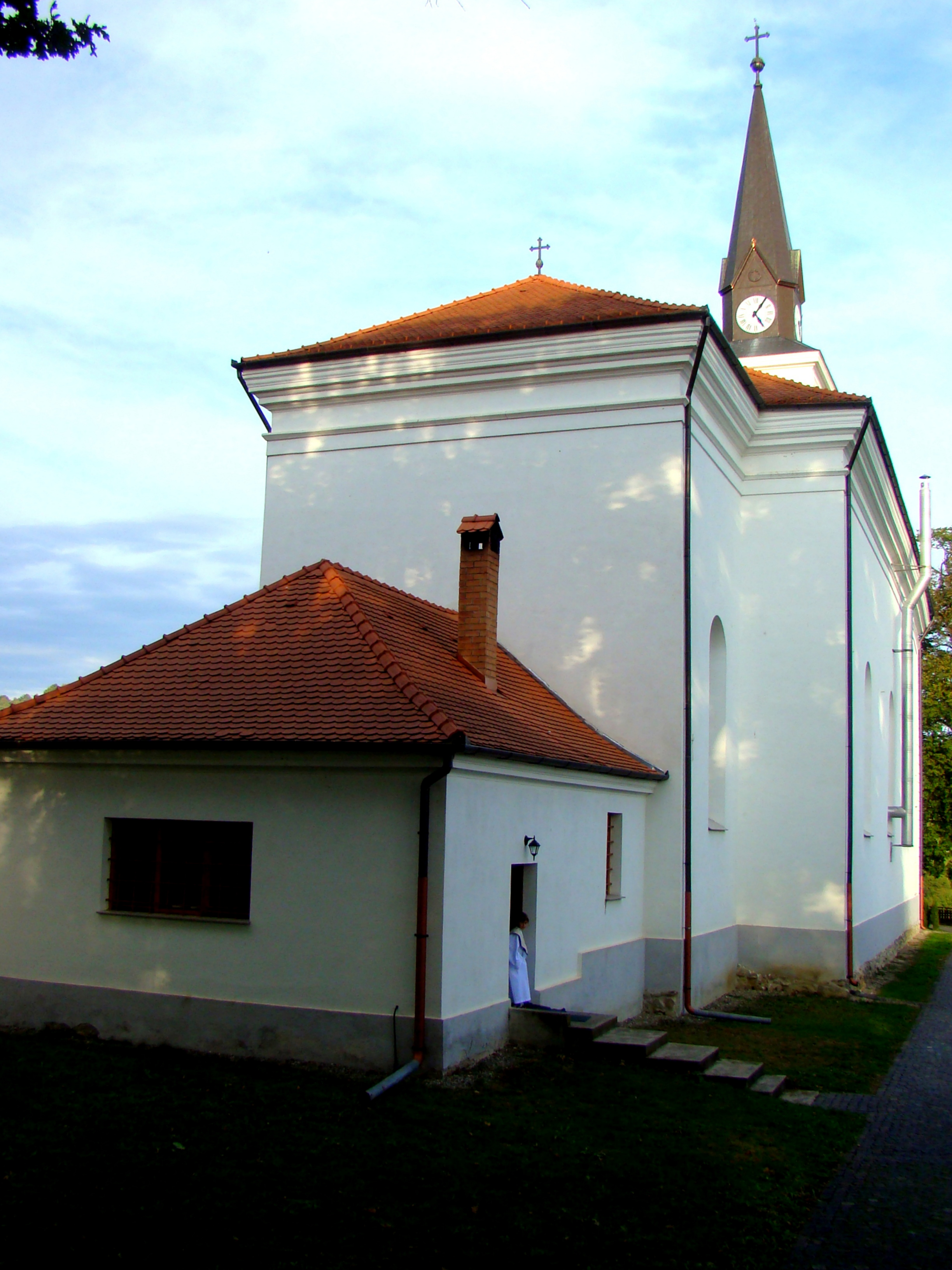
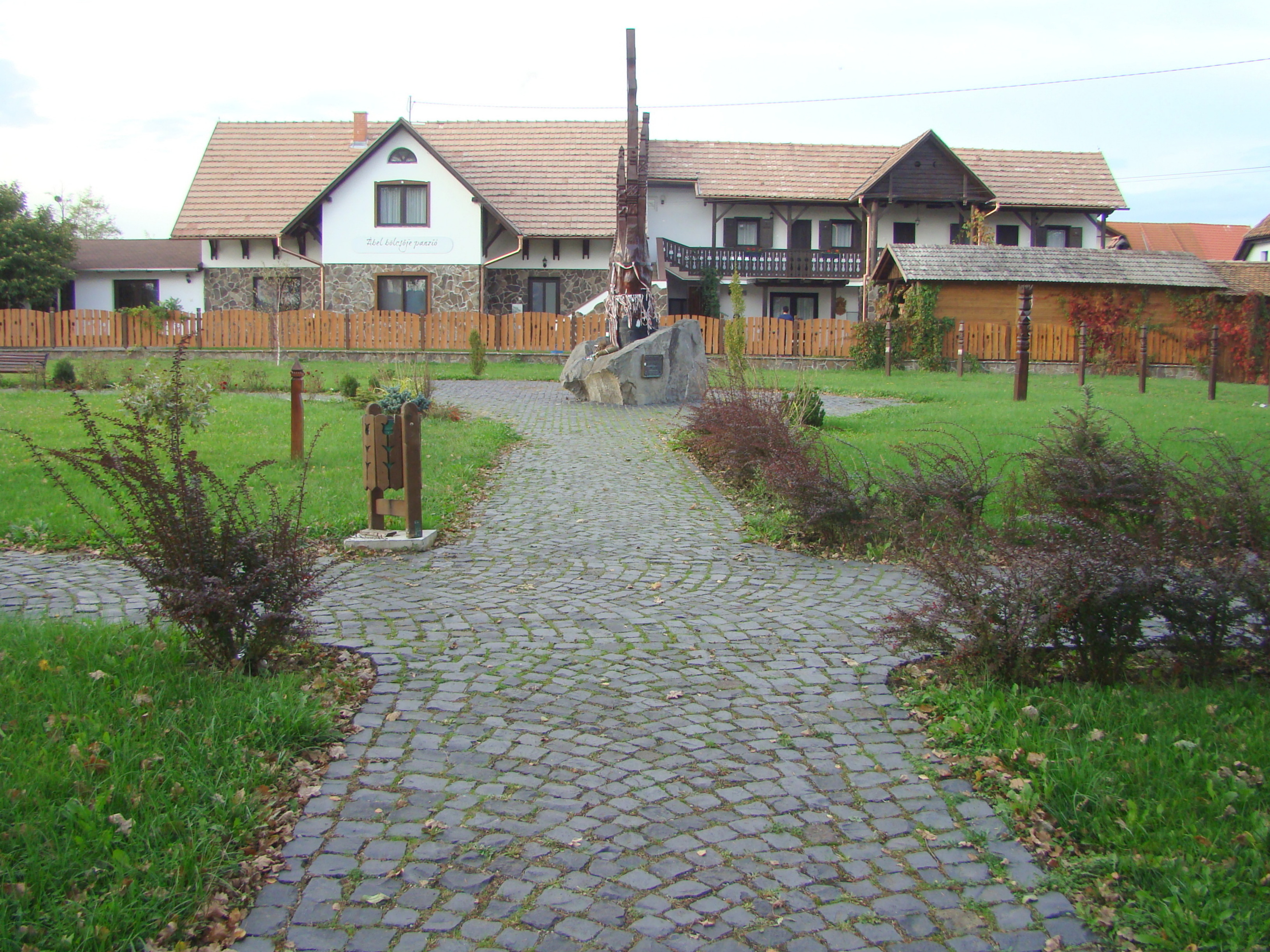
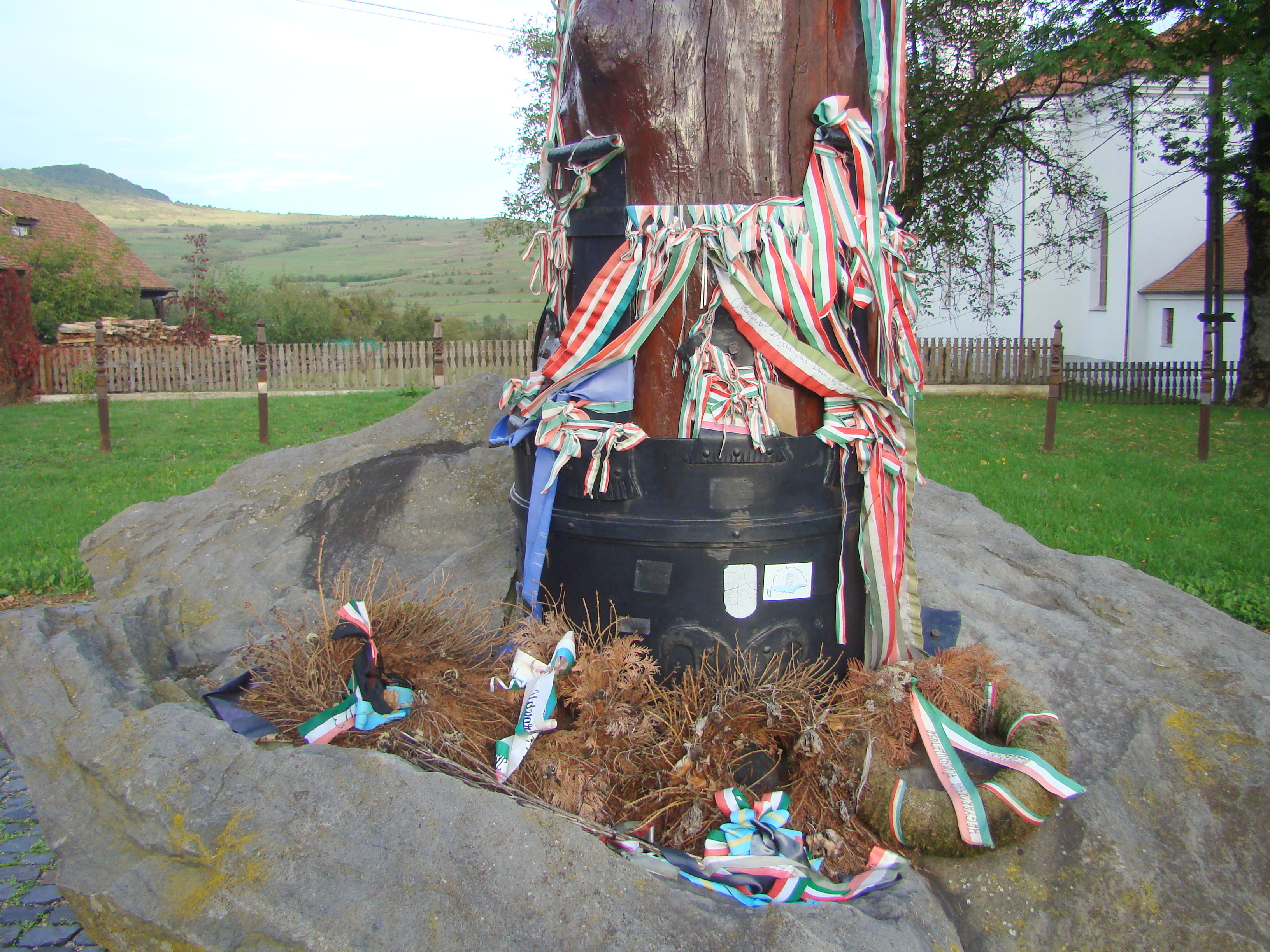
Memorialul Trianon (1)
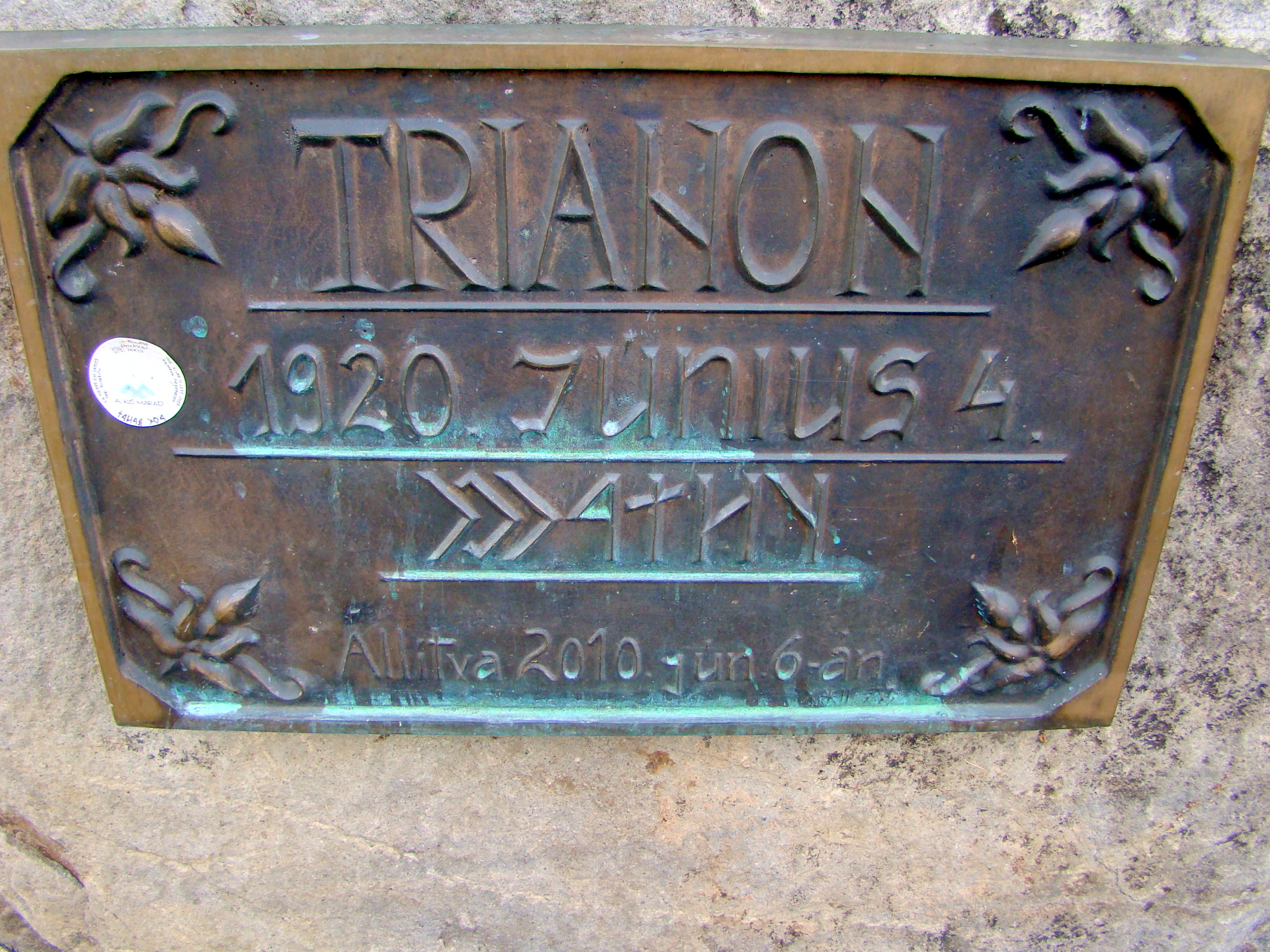
Memorialul Trianon (detaliu)
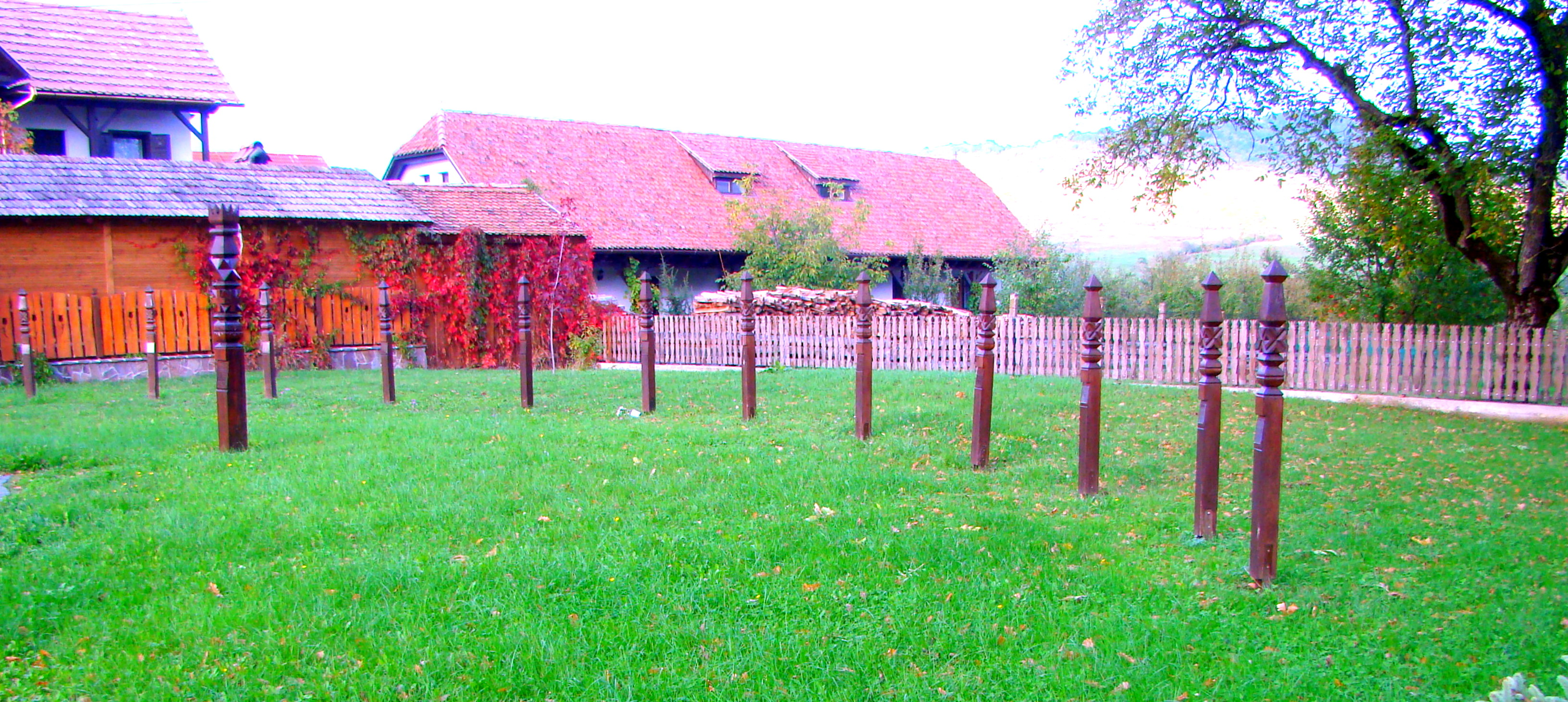
Stâlpi secuiești (1)
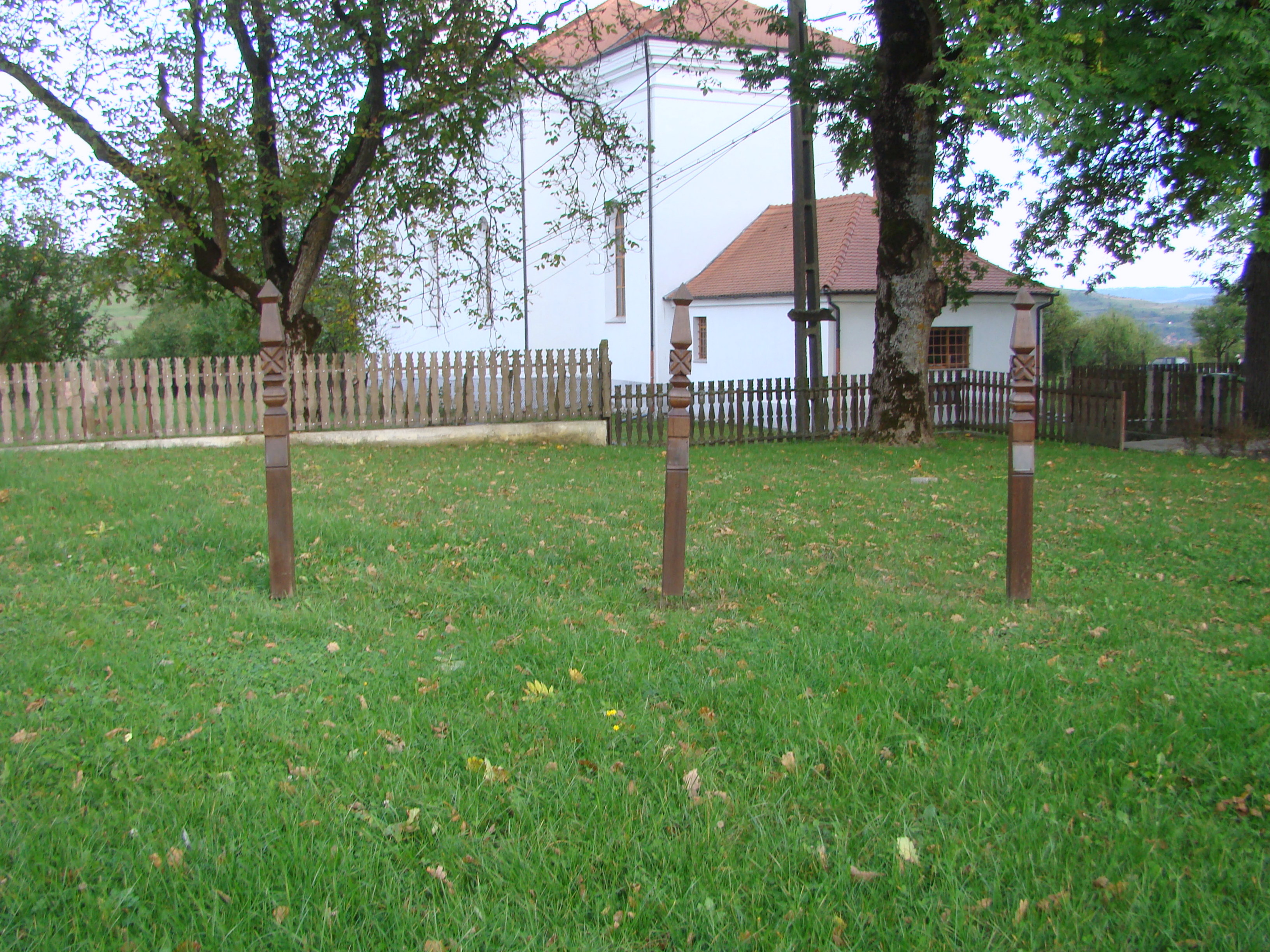
Stâlpi secuiești (2)
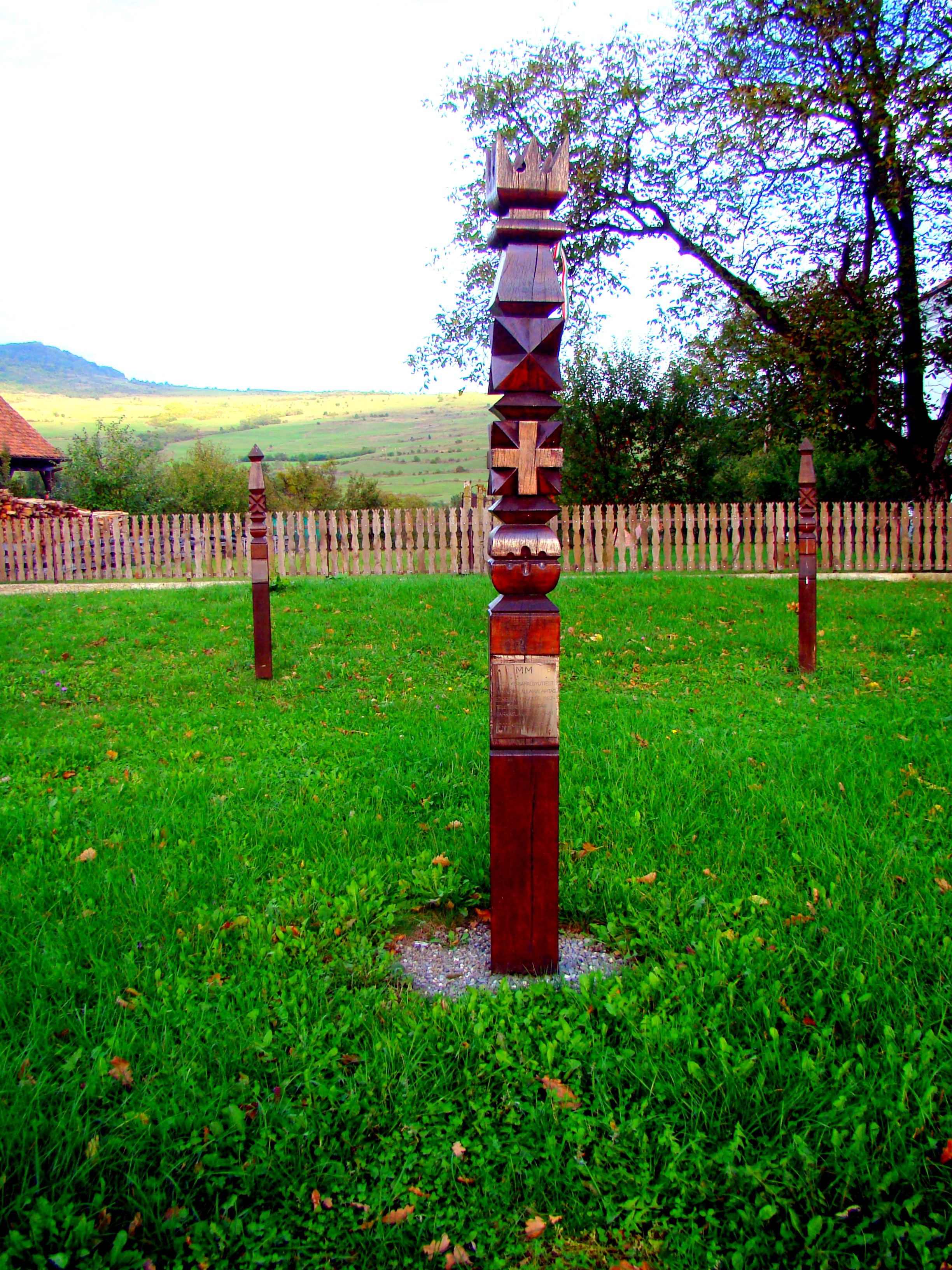
Stâlpi secuiești (3)
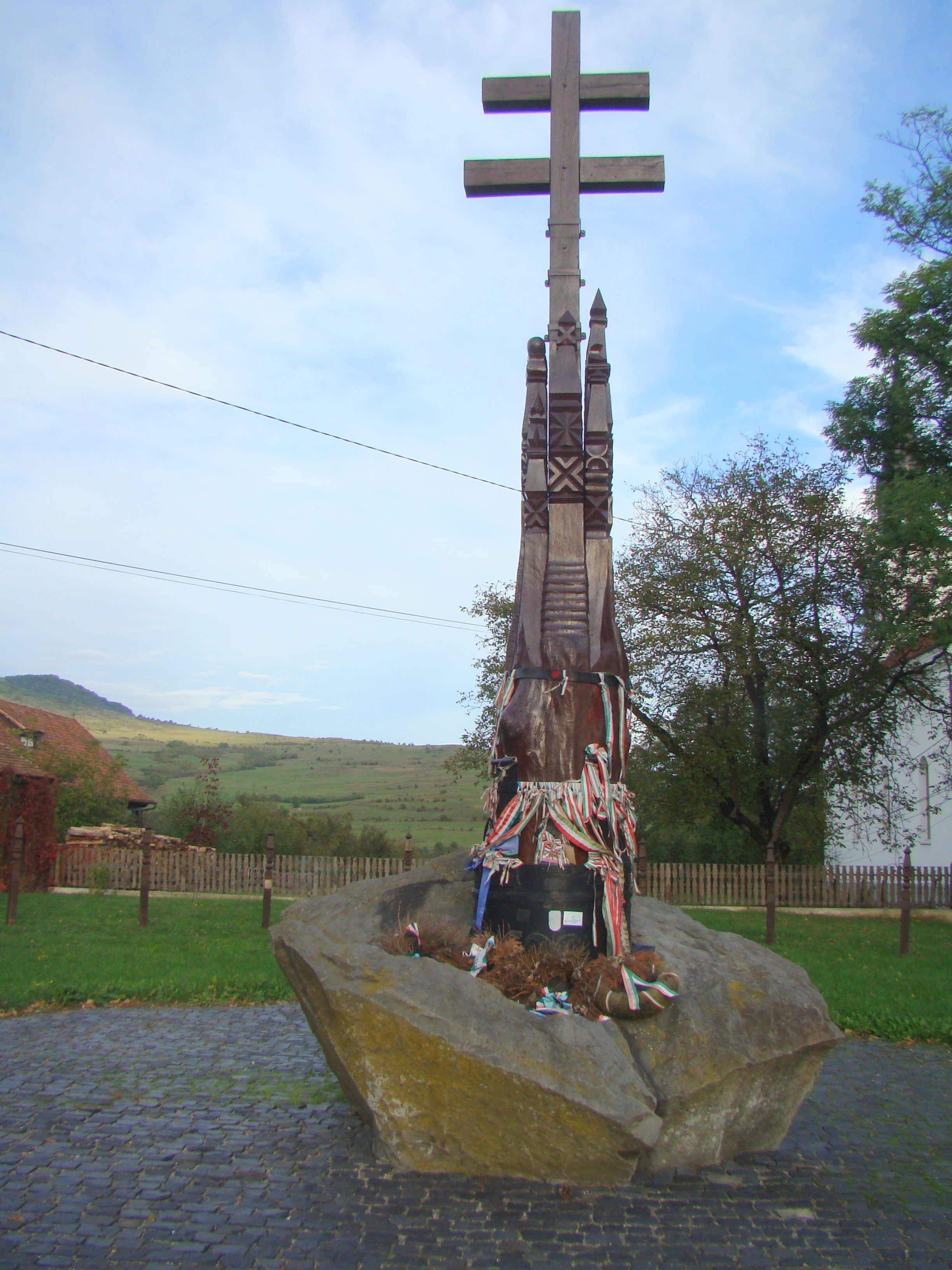
Memorialul Trianon (2)
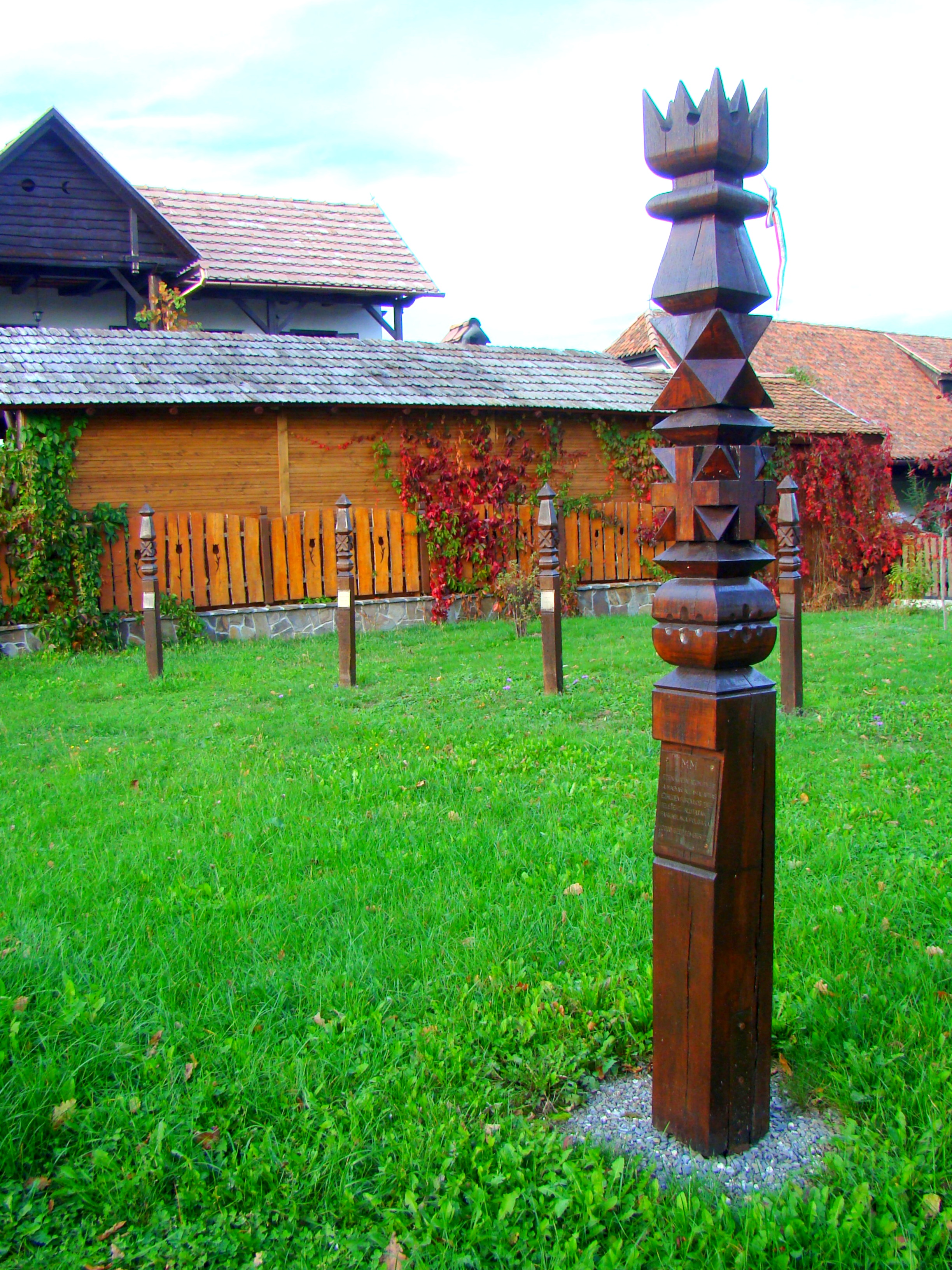
Stâlpi secuiești (4)
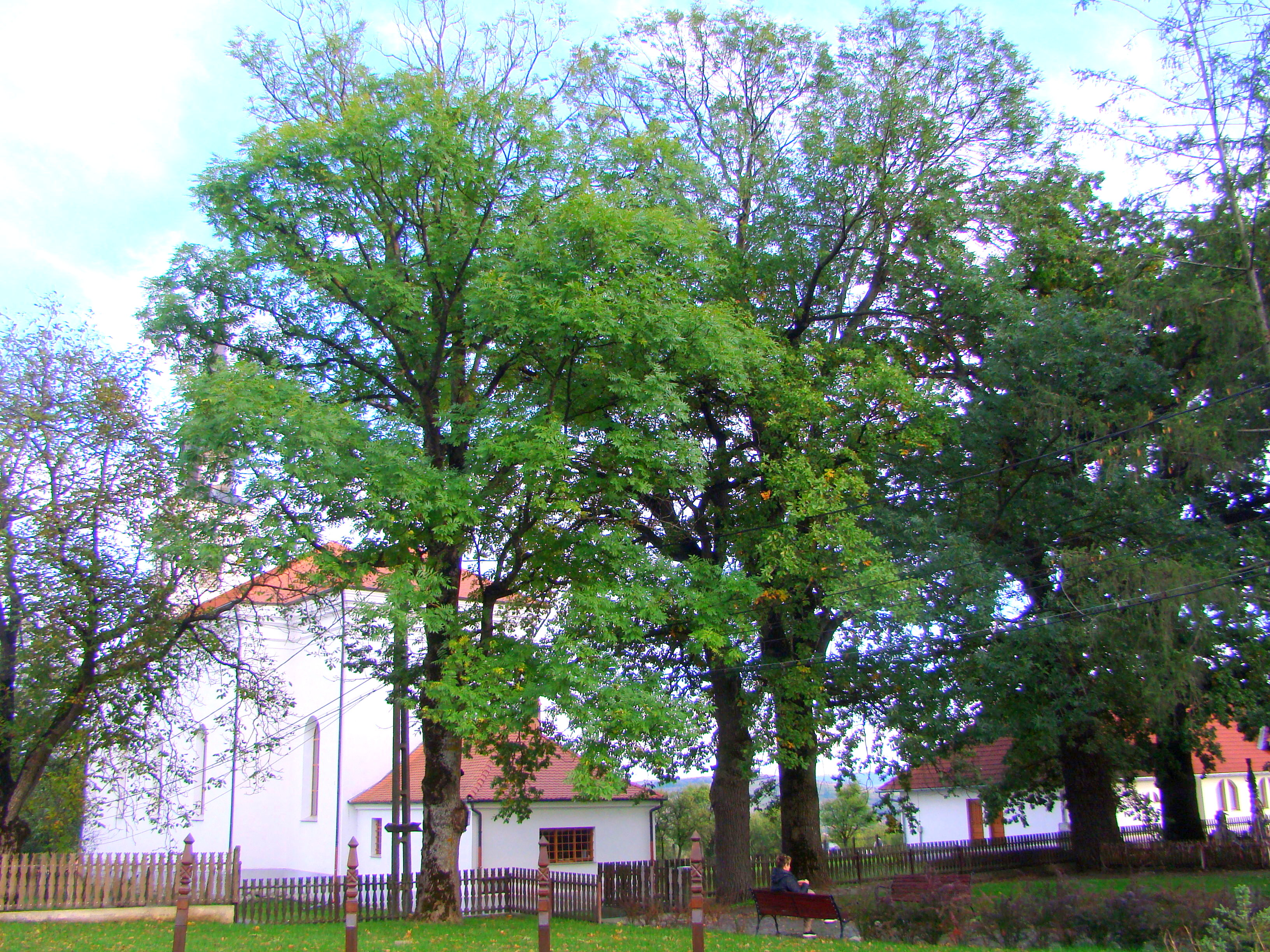
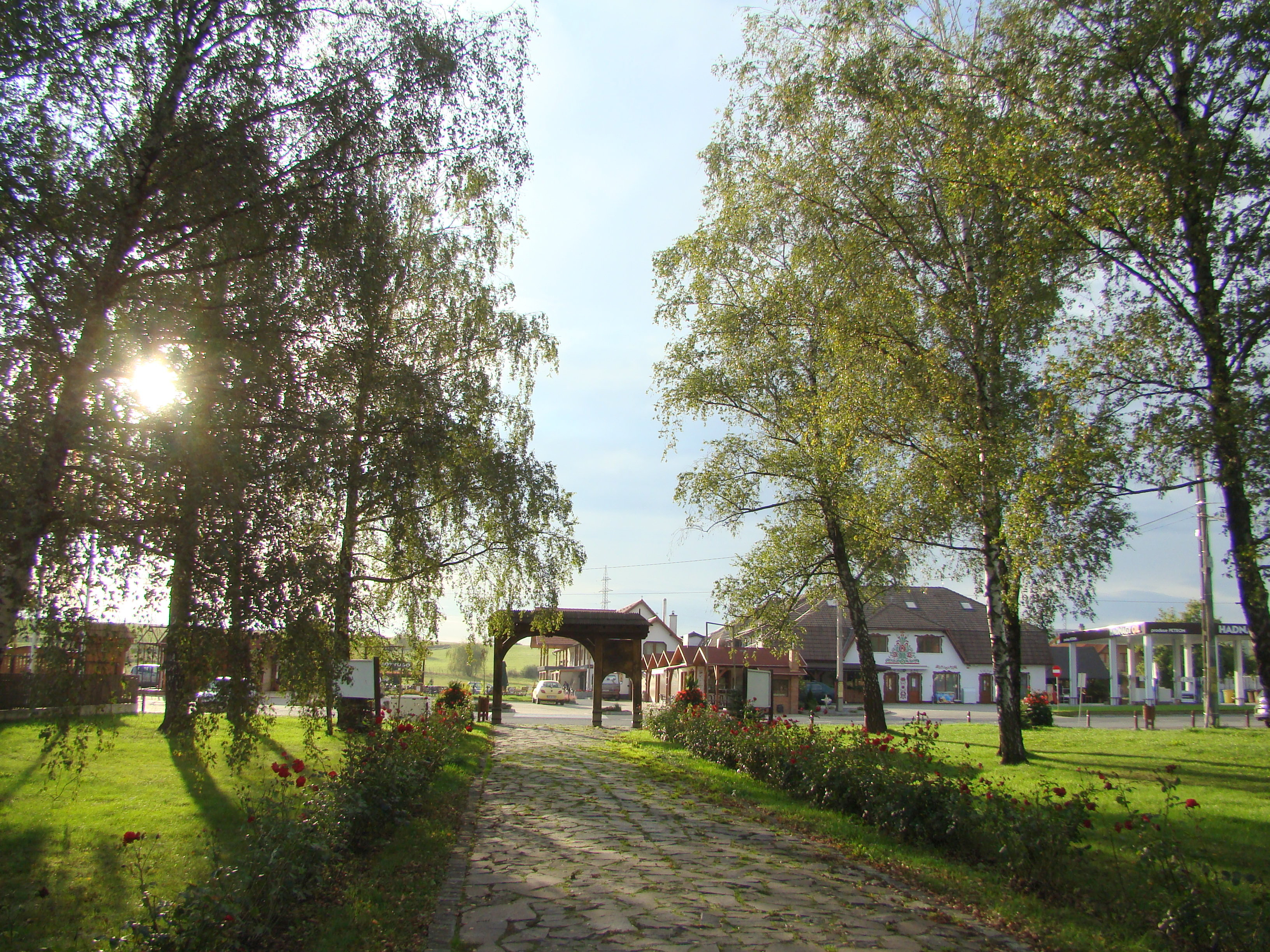